# BOO (アルバム)
『BOO』（ブー）は、SMAPの1枚目のリミックス・アルバム。1995年11月22日にビクターエンタテインメントから発売された。

## 解説
初のリミックス・アルバム。
本作発売までにライブのために作られていたリミックスバージョンのうち未発表のものを収録したアルバム。
本作が発売された1995年の1月に行われたコンサートにおいて披露された洋楽メドレーとRapメドレーがGANTAN Sound MachineとSHOGATSU Sound Machineとして収録されている。
リミックス・アルバムはこの後リリースされていないが、『SAMPLE BANG!』のうちの1枚にリミックス企画として「KAIZOKU BANG!」がある。
曲の後の「#○」の表記は、今までシングル、アルバムを通して異なるバージョンで発売されている楽曲が、このアルバムでは「何回目のバージョンであるか」を表している（「#4」であれば、このアルバム収録バージョンの前に3つの異なるバージョンが存在し、このバージョンで4つ目のバージョンの曲」となる）。
アートディレクターは、信藤三雄が担当している。アルバム・タイトルの「BOO」という言葉を聞いて、信藤が「BOOなら、豚（の鳴き声）」と思い、ジャケットには豚の写真が用いられている。初回限定盤は、プラスチックケースに、ポスター仕様となっている歌詞カード（このポスターのデザインは、後に発売された「SMAP 007 MOVIES」の発売告知ポスターにも使用された）と、ダンボール生地にプラスチックトレイが貼り付けられた特殊CDトレイが収められている。CDジャケットには「Hardcore Idol Machine」の記載がある。
LP盤も数量限定で制作され、SMAPとして唯一のレコード作品である。

## 収録曲
1. はじめての夏 mc“AK”Mix
作詞:森浩美 作曲:馬飼野康二 編曲:長岡成貢,MOD
  - 8thシングル
2. GANTAN Sound Machine
  1. Got To Be Real
作詞・作曲:Cheryl Lynn, David Paich, David Foster 日本語詞:相田毅 編曲:岩田雅之
シェリル・リンのカバー
  2. Best Of My Love
作詞・作曲:Maurice White, Al McKay 日本語詞:相田毅 編曲:岩田雅之
エモーションズのカバー
  3. 働く人々
作詞:小倉めぐみ 作曲・編曲:岩田雅之
6thアルバム「SMAP 006〜SEXY SIX〜」収録曲
  4. ポケットに青春のFUN FUN FUN
作詞:戸沢暢美 作曲・編曲:CHOKKAKU
4thアルバム「SMAP 004」収録曲
  5. Shake It
作詞・作曲:Whycliffe 日本語詞:相田毅 編曲:岩田雅之
ホワイクリフのカバー
  6. Walk The Dinosaur
作詞・作曲:David Was, Don Was, Randy Jacobs 日本語詞:相田毅 編曲:岩田雅之
ウォズ (ノット・ウォズ)のカバー
3. $10 #4
作詞:林田健司,森浩美 作曲:林田健司 編曲:CHOKKAKU コーラス:林田健司
10thシングル
4. たぶんオーライ MOD Mix
作詞:小倉めぐみ 作曲:庄野賢一 編曲:MOD
15thシングル
5. がんばりましょう #2
作詞:小倉めぐみ 作曲:庄野賢一 編曲:CHOKKAKU
14thシングル
6. SHOGATSU Sound Machine
  1. Fade Out
作詞:小倉めぐみ 作曲:羽田一郎 編曲:CHOKKAKU コーラス・アレンジ:岩田雅之
2ndアルバム「SMAP 002」収録曲
  2. Shake U Up
作詞:高柳恋 作曲:Joey Carbone, Mike Tavera 編曲:CHOKKAKU コーラス・アレンジ:岩田雅之
1stアルバム「SMAP 001」収録曲
  3. Subway Kids
作詞:相田毅 作曲:野崎昌利 編曲:CHOKKAKU コーラス・アレンジ:岩田雅之
1stアルバム「SMAP 001」収録曲
  4. Scarface Groove
作詞:相田毅 作曲:野崎昌利 編曲:CHOKKAKU コーラス・アレンジ:岩田雅之
3rdアルバム「SMAP 003」収録曲
7. 雪が降ってきた MOD Mix
作詞:森浩美 作曲:馬飼野康二 編曲:長岡成貢,MOD
6thシングル
8. Hey Hey おおきに毎度あり #3
作詞:えのきみちこ,庄野賢一 作曲・編曲:庄野賢一
12thシングル
9. KANSHAして MOD Mix
作詞:戸沢暢美 作曲:林田健司 編曲:MOD
16thシングル
10. 正義の味方はあてにならない #2
作詞:小倉めぐみ 作曲:馬飼野康二 編曲:CHOKKAKU
2ndシングル
11. SMAP #2
作詞:森浩美 作曲・編曲:長岡成貢
1stシングル「Can't Stop!! -LOVING-」カップリング「SMAP MEDLEY」1曲目のフルバージョン